# Пьерини, Гастоне
Гастоне Эдгардо Пьерини (итал. Gastone Edgardo Pierini; 27 сентября 1899, Анкона, Марке — 17 сентября 1967, Сан-Бернарду-ду-Кампу, Сан-Паулу) — итальянский тяжелоатлет. Бронзовый призёр летних Олимпийских игр 1932 года, участник летних Олимпийских игр 1924, 1928 и 1936 годов.

## Биография
Гастоне Пьерини родился 27 сентября 1899 года в итальянском городе Анкона.
Происходил из итальянской семьи, которая жила в Египте, поэтому никогда не участвовал в чемпионатах Италии по тяжёлой атлетике.
В 1924 году вошёл в состав сборной Италии на летних Олимпийских играх в Париже. В весовой категории до 67,5 кг занял 12-е место, подняв 392,5 кг в сумме пятиборья (55 кг в рывке одной рукой + 72,5 кг в толчке одной рукой + 80 кг в жиме + 80 кг в рывке + 105 кг в толчке) и уступив 47,5 кг завоевавшему золото с олимпийским рекордом Эдмону Декоттинье из Франции.
В 1928 году вошёл в состав сборной Италии на летних Олимпийских играх в Амстердаме. В весовой категории до 67,5 кг занял 8-е место, подняв 282,5 кг в сумме троеборья (90 кг в жиме + 82,5 кг в рывке + 110 кг в толчке) и уступив 40 кг завоевавшим золото Хансу Хасу из Австрии и Курту Хельбигу из Германии.
В 1932 году вошёл в состав сборной Италии на летних Олимпийских играх в Лос-Анджелесе. В весовой категории до 67,5 кг завоевал бронзовую медаль, подняв 302,5 кг в сумме троеборья (92,5 кг в жиме + 90 кг в рывке + 120 кг в толчке) и уступив 22,5 кг завоевавшему золото Рене Дюверже из Франции. Установил олимпийский рекорд в жиме — 90 кг.
В 1936 году вошёл в состав сборной Италии на летних Олимпийских играх в Берлине. В весовой категории до 67,5 кг занял 10-е место, подняв 300 кг в сумме троеборья (95 кг в жиме + 90 кг в рывке + 115 кг в толчке) и уступив 42,5 кг завоевавшим золото с мировым рекордом Анвару Месбаху из Египта и Роберту Файну из Австрии.
С конца Второй мировой войны, предположительно в 1943—1948 годах, находился в лагере для интернированных в окрестностях египетского города Файид, попав туда, скорее всего, как гражданский. После освобождения эмигрировал в Бразилию.
Умер 17 сентября 1967 года в бразильском муниципалитете Сан-Бернарду-ду-Кампу.